# Gran Teatre de Xàtiva
El Gran Teatre de Xàtiva és un teatre de Xàtiva, situat entre el parc i l'Albereda, a la plaça on fins a finals del segle XX tradicionalment s'hi celebrava la fira del bestiar.
Va ser inaugurat l'any 2001. L'edifici, dissenyat per l'arquitecte Gerardo Ayala, té una capacitat de 800 seients, va costar 6 milions d' euros i està completat d'un pàrquing i d'una zona de comerç. Té una funció polivalent i s'hi representen concerts, òperes, obres teatrals així com actes institucionals o congressos.
El 2005 Lluís Llach i Feliu Ventura hi van gravar la versió original de la seua obra conjunta Que no s'apague la llum. Des del 2011 rep cada any el festival Arrelats Folk. El 2013 s'hi va estrenar l'òpera Papa Borja amb música de Miquel Juan i lletra de Vicent Soriano que tracta la vida del xativí famós Roderic de Borja. El 2015 s'hi van celebrar dos concerts de Raimon, quan va ser nomenat fill predilecte de la seua ciutat natal, una emotiva retrobada després de no cantar-hi durant gairebé dos dècades d'hostilitat institucional.